# Royal Cinque Ports Golf Club

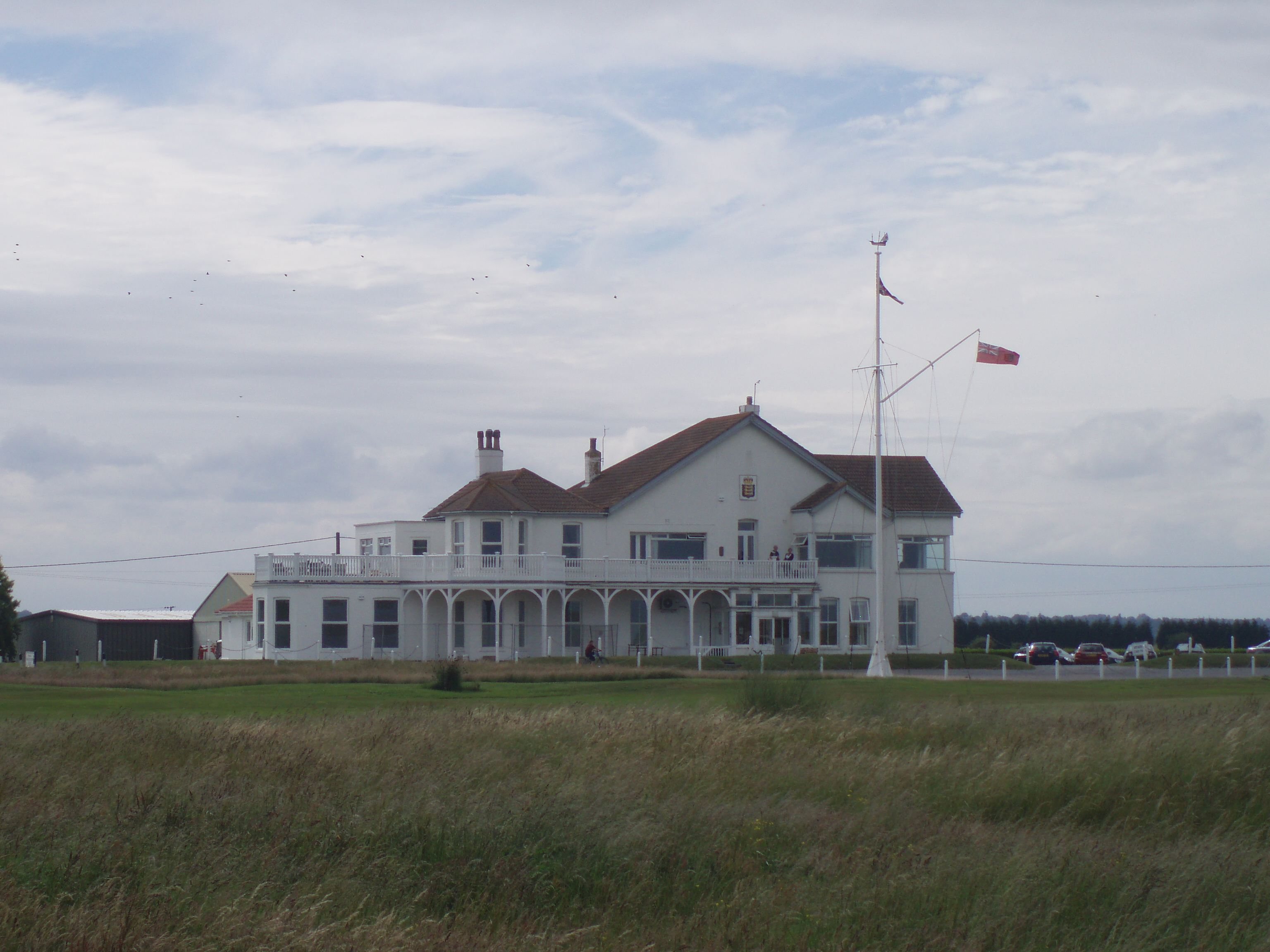
Royal Cinque Ports Golf Club

De Royal Cinque Ports Golf Club is een golfclub in Deal, in Kent, Engeland.
De club werd opgericht in 1892. Datzelfde jaar gingen de eerste negen holes open en werd er een clubhuis gebouwd. Vier jaar later werd grond bijgekocht om de baan naar 18 holes uit te breiden. In 1898 was de 18 holesbaan klaar. Al Balfour werd de nieuwe voorzitter, hij zou later zijn oom lord Salisbury opvolgen om Prime Minister van Engeland te worden.
In 1910 werd koning George V hun beschermheer en kreeg de clubnaam het predicaat Koninklijk. 
De golfbaan is een echte links-baan in de duinen langs de Noordzee.

## Toernooien
In 1909 werd het Brits Open op Cinque Ports gespeeld met 204 deelnemers. De grote favorieten waren Arnaud Massy en James Braid, die het toernooi al vier keer gewonnen had. In die tijd werd net de rubber golfbal uitgeprobeerd. John Henry Taylor won het Open voor de vierde keer, en kreeg behalve de bokaal ook £20 prijzengeld.
In 1920 werd het Open opnieuw op Cinque Ports gespeeld, distmaal met 54 deelnemers, inclusief de geëmigreerde Jim Barnes en een 20-jarige Amerikaan, Walter Hagen. Hagen eindigde achter in het veld, maar won het Open later nog in 1922, 1924, 1928 en 1929.